# Aeroport de Safi
L'aeroport de Safi (codi IATA: SFI, codi OACI: GMMS) va ser un aeroport que servia a la ciutat de Safi, al Marroc. L'aeroport ha estat clausurat i sobre les seves infraestructures s'hi ha construït
Les imatges històriques de Google Earth del 10 de gener de 2004 mostren els restes d'una pista d'aterratge 07/25 de 1,718 metres (5,636 ft) sobre edificis en construcció. Una imatge de satèl·lit actual mostra l'àrea coberta amb carrers i blocs d'apartaments.